# 抗精神病药
抗精神病药（antipsychotic）是精神活性药物的一種，可在不影响意识清醒的条件下，控制兴奋、躁动、幻觉及妄想等症状。主要用于治疗思覺失調症，此类药物也用于应对和治疗一些其他精神障碍，而抗精神病药和心境稳定剂的共同使用，也对双相障碍的治疗有很大助益。
抗精神病药旧称抗精神分裂症药物（antischizophrenic drug）、神经阻滞剂（neuroleptic）、强安定剂（major tranquilizer）。
抗精神病药分为两大类：典型抗精神病藥物（第一代抗精神病藥物）、非典型抗精神病藥物（第二代抗精神病藥物），后者引起锥体外系症状（EPS）和迟发性运动障碍（TD）的风险通常较低。
服用抗精神病药物可能会导致许多有害的副作用，如锥体外系反应、男性乳腺发育、勃起功能障碍、体重增加和代谢症候群。使用抗精神病药物还会造成长期不良影响，如迟发性运动障碍。对于体重增加和代谢症候群，可以通过在开始使用抗精神病药时同时起用二甲双胍预防。
抗精神病药物的使用会导致部分脑组织体积变小，而且这种变化是根据用药剂量和时间所反映出不同的情况表现。抗精神病药物所抑制的病症作也会降低大脑体积，因此应权衡利弊，要避免不必要使用，也要尽量避免发作。第二代抗精神病药物相比第一代，造成脑组织变小的程度已小很多。短期使用（药物配合intensive psychosocial therapy [IPT]相比只接受IPT者）能加速思觉失调患者苍白球灰质体积的恢复，而体积恢复程度和病情改善正相关。暂时没有发现这类药物会增加痴呆的风险。
抗精神病药在法语中作，1950年代由法国医生Henri Laborit发现，并应用于临床。

## 用途
用于
- 精神分裂症[17]
- 分裂情感障碍，一般配合抗抑郁药（如果是抑郁型的）或情緒穩定劑（如果是双相型的）。抗精神病药本身可以稳定情绪，因此也可以独用。
- 雙相障礙中急性躁狂发作和急性混合性发作都可以使用抗精神病药压制。典型、非典型均可，但非典型的副作用更小，[18]也更少导致转入抑郁发作。[19]
- 思觉失调性抑郁症（英语：Psychotic depression）：一般复合使用抗精神病药和抗抑郁药。[20]对发作有效果，但在病情缓解之后继续维持使用有弊无益。[21]
- 难治性抑郁症（英语：Treatment-resistant depression#Other medications）：可以作为抗抑郁药的附加治疗，[20]确实可以提高控制抑郁的能力，[22]但提升不多。由于副作用也多，从平均意义而言对生活质量没有改善。[23]

## 分类
从化学结构上看，抗精神病药可分成
- 吩噻嗪类抗精神病药
- 噻吨类抗精神分裂药（硫杂蒽类抗精神病药）
- 丁酰苯类抗精神病药
- 二苯氮䓬类抗精神病药
- 二苯丁基哌啶类抗精神病药
- 苯甲酰胺类抗精神病药
- 非典型抗精神病药